# Ligue mondiale de volley-ball 2012 (composition des équipes)

## Allemagne
Entraîneur : Vital Heynen  ; entraîneur-adjoint : Stefan Hübner 

## Argentine
Entraîneur : Javier Weber  ; entraîneur-adjoint : Juan Manuel Barrial 

## Brésil
Entraîneur : Bernardo Rezende  ; entraîneur-adjoint : Roberley Leonaldo 

## Bulgarie
Entraîneur : Radostin Stoychev  ; entraîneur-adjoint : Camillo Placi 

## Canada
Entraîneur : Glenn Hoag  ; entraîneur-adjoint : Vincent Pichette 

## Corée du Sud
Entraîneur : Park Ki-won  ; entraîneur-adjoint : Kim Chan-ho 

## Cuba
Entraîneur : Samuels Blackwood Orlando  ; entraîneur-adjoint : Valdes Pedro Idalberto 

## États-Unis
Entraîneur : Alan Knipe  ; entraîneur-adjoint : John Speraw 

## Finlande
Entraîneur : Daniel Castellani  ; entraîneur-adjoint : Pekka Lathinen 

## France
Entraîneur : Philippe Blain  France ; entraîneur-adjoint : Jocelyn Trillon  France

## Italie
Entraîneur : Mauro Berruto  ; entraîneur-adjoint : Andrea Brogioni 

## Japon
Entraîneur : Tatsuya Ueta  ; entraîneur-adjoint : Yuichi Nakagaichi 

## Pologne
Entraîneur : Andrea Anastasi  ; entraîneur-adjoint : Andrea Gardini 

## Portugal
Entraîneur : Flavio Gulinelli  ; entraîneur-adjoint : Hugo Silva 

## Russie
Entraîneur : Sergio Busato  ; entraîneur-adjoint : Youry Boulichev 

## Serbie
Entraîneur : Igor Kolaković  ; entraîneur-adjoint : Željko Bulatović 